# Anisodactylus rusticus
Anisodactylus rusticus är en skalbaggsart som beskrevs av Thomas Say 1823. Anisodactylus rusticus ingår i släktet Anisodactylus och familjen jordlöpare. Inga underarter finns listade i Catalogue of Life.